# Prestwichia aquatica
Prestwichia aquatica is een vliesvleugelig insect uit de familie Trichogrammatidae. De wetenschappelijke naam is voor het eerst geldig gepubliceerd in 1864 door Lubbock.